# Musée du Bout du Monde
Le Musée du Bout du Monde (en espagnol : Museo del Fin del Mundo) a ouvert ses portes à Ushuaïa en 1979 et depuis lors s’est consacré à la mise en valeur du patrimoine de la province argentine de la Terre de Feu, Antarctique et Îles de l'Atlantique Sud.
Ses collections sont exposées en extérieur autour du musée et dans six salles où l’on remarque les vitrines consacrées aux natifs fuégiens, aux explorateurs, aux personnalités liées à l’histoire locale, aux témoignages des anciens naufrages - fréquents dans ces parages - et à l’histoire naturelle. Il y a également une bibliothèque et une boutique.

## Historique
Dès 1905, naît l’idée de créer un musée pour préserver le patrimoine de la région. Mais, soit par manque de financement, soit par absence de volonté politique, les gouverneurs successifs ne peuvent concrétiser ce désir. Ce n’est qu’en 1973, qu’un groupe de personnes convaincu de la nécessité d’un tel musée, fonde une association civile qui deviendra ultérieurement l’organisme officiel de gestion du musée.
Établi dans les anciens locaux de la banque de la nation argentine, celui-ci ouvrira finalement ses portes le 19 mai 1979 sous la direction d'Oscar Pablo Zamora qui est toujours à la tête de cette institution.

## Collections
Les collections du musée s’articulent autour de quatre grands thèmes qui évoquent les racines de la province et de la ville.

### Ethnographie et histoire
Cette salle est consacrée aux différents groupes ethniques ayant habité la Terre de Feu ainsi qu'aux premiers colons qui se sont installés sur l'île. Elle rassemble les principales pièces historiques du musée.
Au centre de la salle, se trouve l’imposante figure de proue du Duchess of Albany, navire britannique qui vînt s’échouer sur les côtes de la Terre de Feu en 1893. D'autres objets provenant du bateau sont exposés, comme un des hublots. Le tout est accompagné d'une série de photos de l’épave prises en 1950 lors d'une des premières expéditions réalisées dans ce secteur de l'île.
Dans la partie réservée à l'ethnographie sont présentés des objets de la vie quotidienne des premiers habitants de la Terre de Feu.

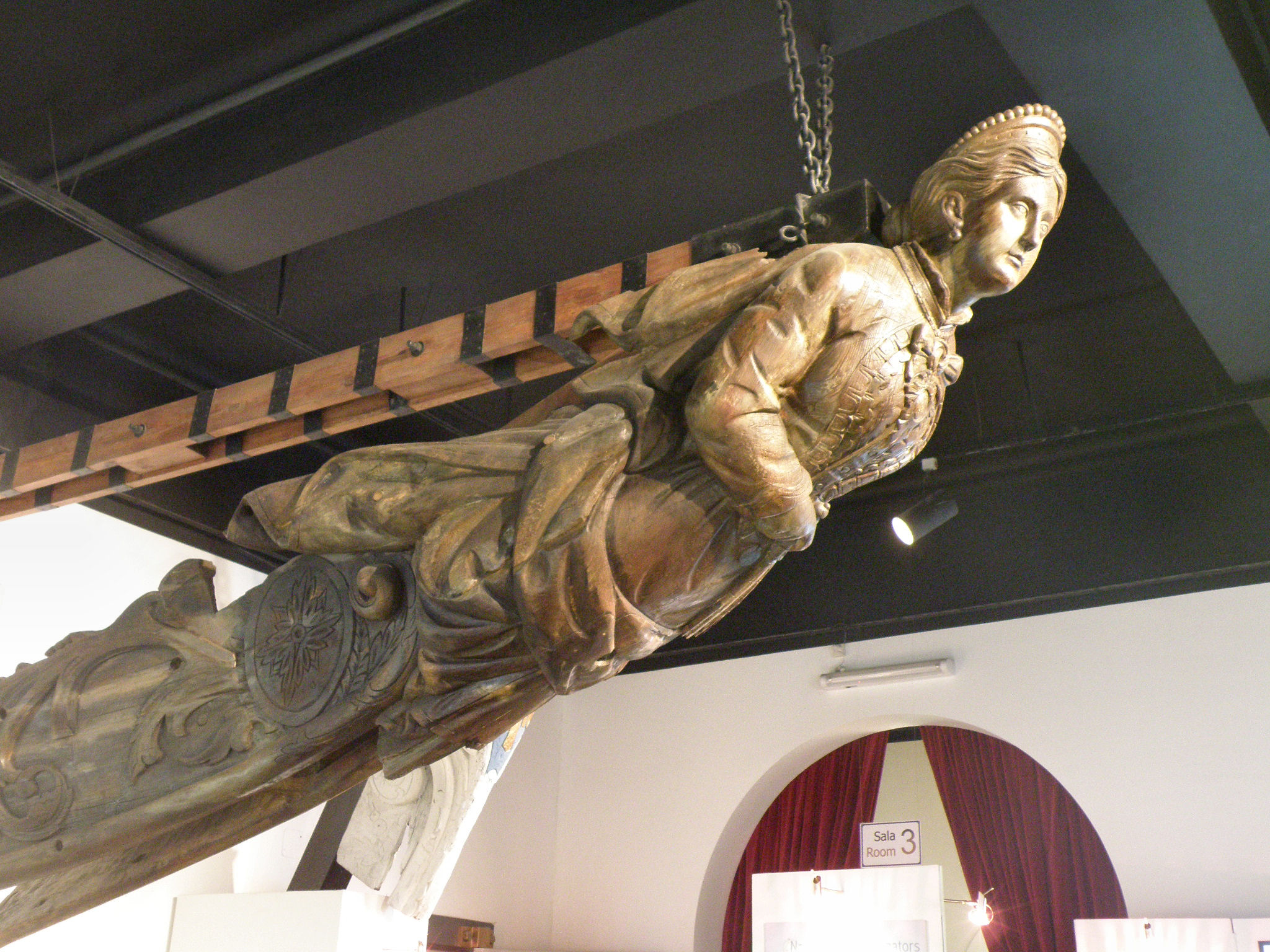
Figure de proue du "Duchess of Albany"

On y trouve des reproductions de canoës yamana, des pièces de vannerie, ainsi que d'autres objets permettant de mieux comprendre la façon de vivre de ces communautés amérindienne. Des photos de l'époque, prises par des explorateurs à la fin du XIXe siècle, donnent une vision d'ensemble des caractéristiques les plus marquantes de ces populations nomades.
Les missions scientifiques réalisées sous l'égide du Musée du Bout du Monde ont permis de décrire minutieusement les méthodes et les outils utilisés par ces premiers habitants de la Terre de Feu dans leur vie quotidienne. Harpons et racloirs d’os ou de silex ainsi que d'autres ustensiles forment l'une des collections les plus complètes sur ce thème.
Par ailleurs, dans cette salle, la principale du Musée du Bout du Monde, est relaté l’histoire des premiers colons sur l'île ; pasteurs Anglicans et religieux Salésiens, ainsi que l'arrivée en 1884 de l'expédition du Commandant Augusto Lasserre, fondateur du phare du bout du monde.
Le musée présente également des pièces récupérées dans l'épave du Monte Cervantes qui fit naufrage près du phare Les Éclaireurs en 1930.

### Le bagne
Le 15 septembre 1902, lors d'une cérémonie en grande pompe, dans le respect des convenances de l'époque, a été posé en toute solennité la première pierre du « Bagne et de la Prison des Récidivistes ».
Les bâtiments — construits par les bagnards eux-mêmes — sont occupés actuellement par la marine (Base navale d'Ushuaïa) mais peuvent être visités. Ces lieux sont l'un des vestiges les plus remarquables de la ville ; ils recèlent une grande valeur historique.

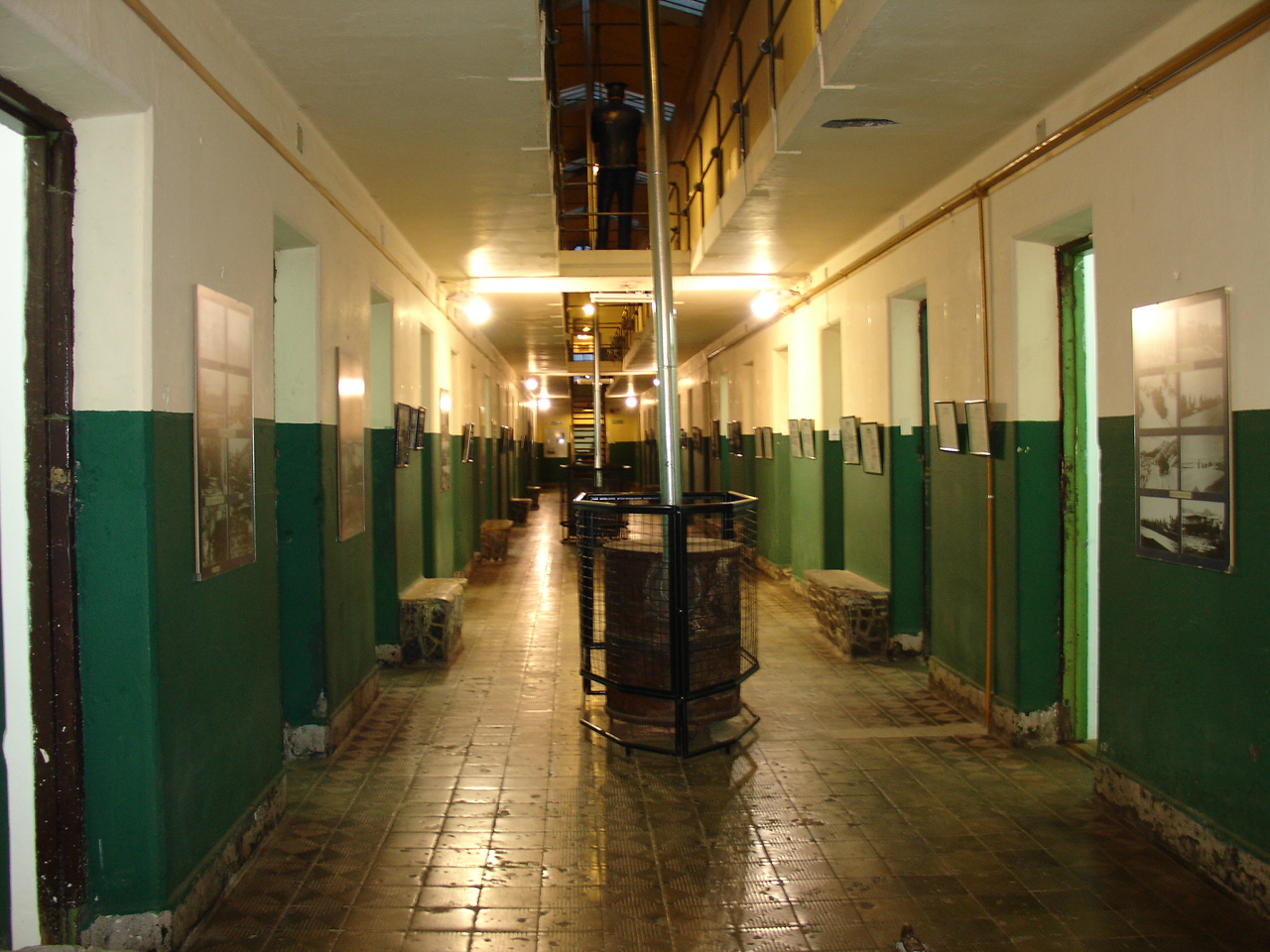

Le musée possède de nombreux documents et des objets qui étaient naguère utilisés par les prisonniers et leurs gardiens, tels que des uniformes. Certains objets fabriqués par les prisonniers sont exposés (étuis à cigarette, boîtes à couture, porte-plumes, cannes, etc.).
Dans cette salle, les visiteurs peuvent s'informer sur l'histoire de certains prisonniers les plus célèbres de cet univers carcéral : Cayetano Santos Godino « el petiso orejudo » (le petit aux grandes oreilles), Simón Radowitzky, Mateo Banks, les frères Leonelli sans oublier les prisonniers politiques sous les dictatures argentines des années 1930.

### Le bazar central
Le bazar central (Almacén de Ramos Generales) était le commerce le plus important de la ville. Les documents et objets présentés par le Musée montrent qu’on y trouvait de tout : des produits alimentaires, des vêtements, des instruments de musique et même des livres.
La figure du propriétaire de bazar a été sous-estimée par la plupart des historiens et pourtant il réunissait à lui seul bien des fonctions. Il pouvait être tour à tour confident, bailleur de fonds et ami de tout le voisinage. Son rôle ne se limitait pas à l'approvisionnement en biens matériels de la population, il en était le pilier social et se situait au cœur des événements de la ville. Leurs descendants résident encore aujourd'hui à Ushuaia.

### Les Oiseaux de Feu
La salle présente la plus grande collection d’oiseaux naturalisés de la Terre de Feu. Plus de 180 espèces endémiques ou de passages sont présentées dans leur environnement et le visiteur peut même découvrir leurs cris grâce à des enregistrements.

### Bibliothèque et services
La bibliothèque du Musée du Bout du Monde abrite en son sein plus de 3 400 ouvrages contemporains, ainsi que des documents rares des XVIe au XVIIIe siècle d'une grande diversité thématique. Écrits par des savants, des voyageurs et des explorateurs, ils concernent principalement l'ethnographie, l'histoire et la nature de la Terre de Feu.
En plus des locaux réservés aux laboratoires photographiques et des médias, à la science, à la zone de conservation, ainsi qu’aux Archives Historiques, le Musée offre également une librairie et un bureau de poste, ainsi qu’une boutique.

## Sources
- D'après le document officiel du musée en Français.